# Tibga (département)
Pour la ville, voir Tibga.

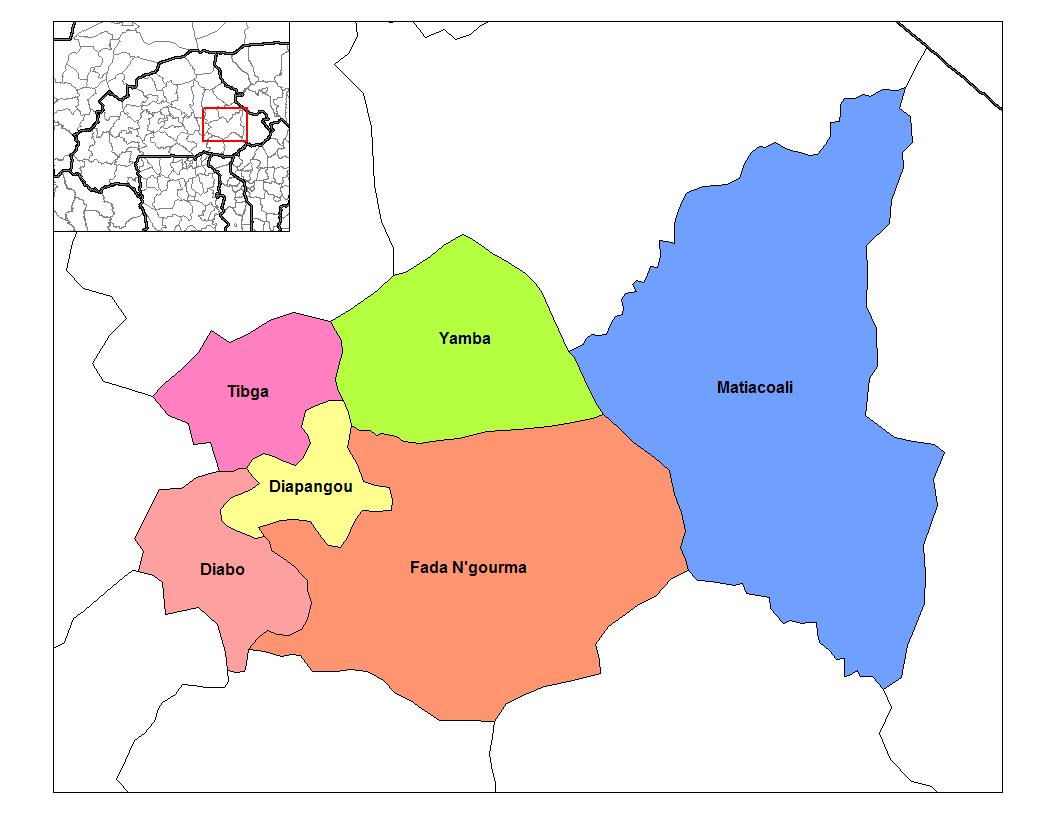
Localisation de la province de Gourma.

Tidga est un département du Burkina Faso située dans la province de Gourma  et dans la région Est.
En 2006, le dernier recensement comptabilise 29 100 habitants.

## Villes
Le département se compose d'un chef-lieu : Tibga, et de 41 villages :
| - Bandaokanré - Bangou - Banliboara - Bassambily - Belemgnoubli - Biliguimtenga - Bogré - Bokou - Bolontou - Bondioguin - Dasamlagfo | - Dékouda - Dianga - Djingfoaga - Gandemtenga - Guilyendé - Hamtiouri - Kaldiouani - Kalkomé - Kalkouri - Kogossi | - Kontaga - Kontaga-Peulh - Liguiditenga - Modré - Mossitenga - Nagbangou - Nassobdo - Nassoboré - Ouanga - Poringuin | - Soadobila - Soatou - Tambourbangou - Tampour-Kolkomé - Tiantiaka - Tiongo - Yaryomé - Yéga - Youkin - Youlmenga |

## Données géographiques et physiques du Département
(avril 2019).
 (avril 2019).
Si vous disposez d'ouvrages ou d'articles de référence ou si vous connaissez des sites web de qualité traitant du thème abordé ici, merci de compléter l'article en donnant les références utiles à sa vérifiabilité et en les liant à la section « Notes et références ».
 (avril 2019).
Améliorez-le ou discutez des points à vérifier. 

### Localisation
Tibga est un département créé par décret no 82-0424/cmrpn/sg/dap du 29 octobre 1982. Il fut longtemps canton regroupant 41 villages.
Sur le plan administratif, le village de Tibga est un chef-lieu de département créé par ordonnance présidentielle no 84-055/cnr/pres en date du 15 août 1984. Il est administré par un préfet assisté de deux conseillers.
Tibga est devenu une commune rurale de plein exercice à la suite de la loi no 055-2004/an portant code général des collectivités territoriales au Burkina Faso.
La première équipe communale issue des élections municipales de mai 2006 et forte de 84 conseillers municipaux dont 26 femmes avec à sa tête le sieur Abel Ouango, Inspecteur de l'enseignement du 1er degré. La deuxième équipe communale issue des élections couplées (municipale et législative) de décembre 2012 et forte de 85 conseillers municipaux (pour 42 villages) dont 30 femmes, avec à sa tête le sieur Oumarou Wango, Ingénieur d'élevage.
La commune de Tibga couvre une superficie de 768 km2 est située à l'Ouest de la province du Gourma à laquelle il est rattaché. Il est limité au Nord par le département de Bilanga (province de la Gnagna), à l’Est par le département de Diapangou, au Sud par le département de Diabo, à l’Ouest par le département de Gounghin (Province du Kouritenga). Sa population résidente est estimée à plus de 33 092 habitants environ composée de Mossi, de Gourmantché et de Peuls (cf. recensement de 1985). Sa principale activité est l’agriculture. On y trouve également des éleveurs et des commerçants.

### Données humaines du département
Le département de Tibga fait partie des 6 départements de la province du Gourma avec une population estimée à 33.092 habitants en 1996.
Cette population croît au rythme de 3,2 % et est structurée comme suit :
- 0 à 6 ans : 27,8 % de la population résidente ;
- 7 à 14 ans : 21,5 % de la population résidente ;
- 15 à 49 ans : 40,6 % de la population résidente.

Les Zaocés demeurent l'ethnie majoritaire parmi les Gourmantchés, les Mossis et les Peuls qui constituent les trois autres ethnies. Les mossis qui sont présents dans le département occupent la frange Ouest en bordure de la province du Kouritenga (Koupéla). 
Les principaux villages du département ayant une population supérieure ou égale à 1 000 habitants en 1996 sont :
| Village    | Population |
| ---------- | ---------- |
| Tibga      | 5 275      |
| Bolontou   | 2 853      |
| Tiantiaka  | 1 988      |
| Nassobdo   | 1 749      |
| Modré      | 1 375      |
| Dianga     | 1 386      |
| Baliboara  | 1 371      |
| Bassembili | 1 074      |
| Guilyendé  | 1 027      |
| Bogré      | 1 066      |
| Kaldouani  | 1 011      |
| Bokou      | 1 007      |
| Poroguin   | 1 003      |

Ces treize villages totalisent 22 185 habitants soit 67 % de la population du département en 1966. C’est au niveau de ces villages que seront entrepris en priorité les activités et micro-projets programmés par l'A.D.D.T..

### Données socio-économiques

#### Secteurs de soutien à la production
Le festival dilembu au Gulmu (FESDIG) village de Tiantiaka, commune de Tibga.
Dilembu, fête des récoltes Le Festival Dilembu au Gulmu, en abrégé « FESDIG », inspiré de la fête des récoltes en Pays Gulmantché, a vu naître sa première édition en 2004. Il a lieu une fois par an et vise à la revalorisation de la pratique traditionnelle « Dilembu », jadis fête des récoltes, en vue de promouvoir le patrimoine artistique, culturel, touristique et agropastoral de la région de l’Est du Burkina Faso appelée Gulmu.
Dilembu en langue gulmantchema signifie « goûter le nouveau mil » (céréale). Cette fête traditionnelle était célébrée jadis lorsque la saison des pluies avait été bonne pour remercier les mânes des ancêtres d’avoir offert une saison généreuse. C'était l'occasion aussi de demander la permission aux mânes des ancêtres de goûter la nouvelle récolte et de rester en bonne santé.
Le FESDIG agit comme outil de développement local. Outre la promotion de son caractère traditionnel, ce festival se veut également être une occasion de créer des débouchés économiques à partir du potentiel agro-pastoral et culturel de sorte à asseoir les fondements d’un développement local durable dans la région. Pour la prochaine édition, l’accent sera mis sur les activités et les thématiques suivantes : foire agropastorale, danse traditionnelle, lutte traditionnelle, art culinaire, contes et proverbes, course d’ânes, tir à l’arc, art vestimentaire et des spectacles d'artistes de renommée nationale et internationale. En conclusion, ce festival, en plus d'offrir une occasion d’expression aux artistes, artisans et agro-pasteurs de la région, offre à la campagne une occasion d’ouverture vers l’extérieur et permet un développement endogène. En effet, l'expérience des dernières éditions a démontré que le FESDIG (dont l'entrée est gratuite) n'est pas seulement un événement festif mais aussi une activé qui permet de générer des revenus au sein de la population, qui à cette occasion a la possibilité de commercialiser l'artisanat, le bétail, les céréales et surtout la restauration des festivaliers... Les premiers bénéficiaires sont donc les populations issues d’une quinzaine de villages situés aux alentours de Tiantiaka, le village qui accueille le FESDIG. Outre l’apport de revenus, le festival permet aux populations de se réunir au tour d'une activité commune. En effet, petit à petit ces populations s’approprient l’organisation du festival, et conscientise la génération future des valeurs qui les entourent. En somme, toute la région bénéficie au point de vue visibilité de sa notoriété dans le pays. En effet, le FESDIG permet chaque année de révéler des talents locaux, en musique, en danse et sport traditionnel... Une fois sortis de l’ombre, ils représentent la région au niveau national au cours de manifestations diverses. Ainsi, le FESDIG prime des dizaines d'artistes, pratiquants de sport traditionnel et autres compétiteurs chaque année. 

##### Eau
Dans ce domaine, la situation est plus catastrophique. En effet, le département ne dispose d’aucune retenue d’eau pérenne. Le seul boulli qui existant depuis 1949 a été emporté par les crues de la saison pluvieuse de 1994. Cependant, le département est parcouru par d’importants cours d’eau pouvant accueillir des sites de barrages à vocation agricole pastorale.
Le potentiel hydrographique (eaux de surface, et eaux souterraines) du département est assez important mais il est faiblement maîtrisé. Les infrastructures en eau de consommation domestique sont limitées à :
- puits traditionnels 448 contre 2 189 pour la province ;
- puits temporaires 38 contre 202 pour la province ;
- puits modernes 71 contre 139 pour la province ;
- forages 94 contre 631 pour la province ;
- aucun ouvrage de maîtrise d’eau de surface tel que barrage, retenue d’eau.

Ces ouvrages suffisent à peine à couvrir les besoins en eau potable du département. 
Pour répondre aux besoins en eau du département, trois types d’ouvrages sont indiqués.

##### Les puits
Quand ils sont bien aménagés, ils constituent de bons ouvrages d’approvisionnement en eau domestique. D’un coût raisonnable, les  puits aménagés (busés avec margelle) offrent un mode d’entretien facilement maîtrisable par la population.

##### Les forages
Ils sont les meilleurs ouvrages en matière d’approvisionnement en eau potable de la population. D’un coût de réalisation plus cher que celui du puits, les forages offrent des charges récurrentes d’entretien à la population.

##### Les retenues d’eau
Elles offrent un coût potentiel d’exploitation multiforme par le fait que plusieurs possibilités d’exploitation existent (maraîchage, abreuvement, recharge de nappes phréatiques, construction des habitations, etc.,) : ce sont des ouvrages de développement rural par excellence mais elles demandent beaucoup d’investissement, trop élevé pour la population.

### Santé
La situation sanitaire du département est précaire et se trouve caractérisée par : 
- une insuffisance de services de santé. Le département dispose seulement de trois formations sanitaires : un C.S.P.S à Tibga, un autre à Dianga et un troisième à Modré ;
- d’un manque de médicaments à la portée de la population ;
- la prévalence de certaines maladies : bilharziose (existence de nombreux cours d’eau temporaires), diarrhée (manque d’eau potable), tuberculose, vers de Guinée, etc ;
- la faible couverture vaccinale (inexistence de poste permanent du programme élargi de vaccination (P.E.V).

### Éducation/Alphabétisation

#### Enseignement primaire
D’une manière générale, la province du Gourma présente un taux de scolarisation parmi les plus faibles du pays (11 %). En 1990, la province comptait 55 écoles primaires dont une seule pour le département de Tibga. Ces écoles sont le plus souvent très mal réparties entre les départements et villages.
Grâce aux efforts soutenus des partenaires de développement le Département a acquis des nouvelles infrastructures scolaires portant le nombre à dix sept dont trois sont encore en chantier. À la rentrée 2002/2003 le département de Tibga disposait de quatorze écoles pour un effectif moyen de 128 élèves par école à trois classes et 57 enfants par classe.
Ces quatorze écoles sont loin de couvrir les besoins en matière d’éducation scolaire de quarante deux villages que compte le département. Il y a tout simplement lieu d’accroître l'offre d’éducation par la création d’infrastructures scolaires notamment les écoles primaires.

#### Enseignement secondaire
Le département dispose d’un collège d’enseignement général (CEG) construit en 2004 avec l’aide de partenaires au développement que sont la mission catholique et l’ONG PFA devenu FICOD. Un projet d’extension et sa transformation en lycée est en cours. D'autre part, un promoteur privé, soucieux de rehausser l'offre éducative dans le Gulmu vient d'ouvrir pour l'année scolaire 2013-2014 un établissement secondaire dénommé « lycée privé la Grace ».

### Centres Permanents d’Alphabétisation Fonctionnelle (C.P.A.F)
Les deux centres permanents d’alphabétisation fonctionnelle (C.P.A.F) qui existent sont peu opérationnels faute de formateurs.
Sur le plan social, le département est défavorisé en matière d’éducation et de santé car il est resté très longtemps sans infrastructure scolaire et d’alphabétisation.

### Voies de Communication et de Commerce
Les voies de communication reliant les villages sont le plus souvent des pistes auto-mobilisables de praticabilité nulle, particulièrement en saison pluvieuse.
Les routes secondaires reliant le chef-lieu du département (Tibga) aux villages importants sont impraticables, conséquence le département est pauvre en infrastructures routières donc sérieusement enclavé. Certains quartiers du chef-lieu de département ne sont pas accessibles en automobile pendant la saison pluvieuse.
Le tronçon reliant la nationale no 4 (route Ouaga/Fada) distant de 6 km est impraticable en hivernage et demande une réhabilitation urgente. Le département dispose de plus de dix marchés se tenant tous les trois jours.

### Environnement
Les ressources ligneuses du département constituées principalement d’une savane arborée (formation mixte d’arbres et de graminées) sont en nette régression.
La végétation buissonnante, le tapis des graminées ont disparu de nos jours, à la suite :  
- d'une pression de la population sur le domaine foncier ;
- d'une surexploitation anarchique du potentiel ligneux.

Les causes de cette dégradation sous l'effet conjugué des activités humaines sont : 
- défrichement de la végétation spontanée ;
- pratiques agricoles inadaptées : 
  - réduction des périodes de jachère,
  - absence des pratiques anti-érosives,
  - surpâturage du bétail,
  - surexploitation des arbres et arbustes pour des usages domestiques et d’artisanat.

Globalement, les formations végétales du département, l'un des moins boisés de la province, sont exposées à une dégradation lente et sûre dont il convient d’inverser la tendance par :
- une application effective de la politique des trois luttes (coupe abusive du bois, divagation des animaux, feux de brousse) ;
- une mise en défens ;
- un reboisement.